# Вратарите
Врата́рите (болг. Вратарите) — село в Добрицькій області Болгарії. Входить до складу общини Добричка.

## Населення
За даними перепису населення 2011 року у селі проживали 52 особи, з них 51 особа (98,1%) — болгари.
Розподіл населення за віком у 2011 році:
Динаміка населення: